# Credit Suisse
Credit Suisse (afgekort CS) was een Zwitserse financiële dienstverlener, die zijn hoofdkantoor in Zürich had. Er werkten in 2022 ongeveer 50.000 mensen bij de bank, waarvan twee derde buiten Zwitserland. CS was genoteerd aan de SWX en de NYSE. Op 19 maart 2023 werd de volledige overname door UBS bekendgemaakt.

## Activiteiten
De onderneming heeft de activiteiten in vier onderdelen gegroepeerd:
- Swiss Universal Bank, een algemene bank voor ingezetenen, particulieren en bedrijven, van Zwitserland;
- Wealth Management, private banking en vermogensbeheer met zo'n CHF 540 miljard onder beheer per jaareinde 2022;
- Asset Management, met zo'n CHF 400 miljard onder beheer per jaareinde 2022;
- Investment Bank, financiële dienstverlening aan bedrijven waaronder kapitaalmarkttransacties.

Credit Suisse is actief in meer dan 40 landen.

### Resultaten
Hieronder een tabel met de belangrijkste financiële resultaten van de Zwitserse financiële groep. 
| Jaar | Totaal inkomsten | Mutatie voorzieningen kredieten | Netto- resultaat | Beheerd vermogen (× CHF miljard) | Werknemers |
| Jaar | (×CHF miljoen)   | (×CHF miljoen)                  | (×CHF miljoen)   | Beheerd vermogen (× CHF miljard) | Werknemers |
| ---- | ---------------- | ------------------------------- | ---------------- | -------------------------------- | ---------- |
| 2005 | 28.415           | −144                            | 5850             | 1319                             | 44.600     |
| 2010 | 30.625           | −79                             | 5098             | 1253                             | 50.100     |
| 2015 | 23.384           | 192                             | −2944            | 1214                             | 48.200     |
| 2020 | 22.389           | 1096                            | 2669             | 1512                             | 49.190     |
| 2021 | 22.696           | 4205                            | −1650            | 1614                             | 50.390     |
| 2022 | 14.921           | 16                              | −7293            | 1294                             | 50.480     |

### Omvang
In 2020 stond Credit Suisse op de 15e plaats van de grootste vermogensbeheerders wereldwijd. Het had een totaal vermogen onder beheer van US$ 1521 miljard. UBS, ook gevestigd in Zwitserland, stond op de derde plaats met US$ 3518 miljard onder beheer. Op nummer 1 stond BlackRock met iets meer dan US$ 7300 miljard. 

## Geschiedenis
De bank werd in 1856 onder de naam Schweizerische Kreditanstalt (SKA) opgericht en was uitsluitend actief in Zürich. De eerste expansie binnen Zwitserland vond plaats in 1905, toen een kantoor in Bazel werd geopend. De expansie werd voornamelijk gerealiseerd door de overname van regionale banken. Het eerste buitenlandse kantoor werd in 1940 in New York geopend.
In 1990 nam Credit Suisse een meerderheidsbelang in de Amerikaanse bank CS First Boston, CS had in 1988 reeds 44,5% van de aandelen in handen gekregen en sindsdien ging de bank verder onder de naam CS First Boston. In 1990 nam het bank Leu over en drie jaar later volgde de acquisitie van Swiss Volksbank.
In 1997 kocht Credit Suisse de verzekeringsgroep Winterthur. Met deze overname kon CS alle financiële diensten op het gebied van bankieren en verzekeringen aanbieden. De overname was niet succesvol. Winterthur leed zware verliezen door dalende koersen op de effectenbeurzen mede als gevolg van het uiteenspatten van de internetzeepbel aan het begin van deze eeuw. In 2004 viel het besluit deze activiteiten weer te verkopen. CS plaatste de verzekeraar op afstand en bereidde een beursgang of verkoop voor. De verkoop bleek niet eenvoudig en duurde veel langer dan gehoopt en pas in 2006 nam AXA Winterthur over voor € 7,9 miljard.
In 2000 kocht Credit Suisse de Amerikaanse investment bank Donaldson, Lufkin & Jenrette. Credit Suisse betaalde US$ 12,8 miljard voor alle aandelen waarvan zo'n 30% op de beurs was genoteerd en 70% in handen was van de Franse verzekeringsonderneming AXA. De activiteiten werden samengevoegd en gingen onder de merknaam CS First Boston verder.
In 2022 leed Credit Suisse een fors nettoverlies van ruim CHF 7 miljard. De inkomsten vielen fors terug ten opzichte van 2021 en de kosten bleven nagenoeg gelijk. In 2022 noteerde het bedrijf een verlies vóór belastingen van CHF 3,3 miljard, daar kwam nog een bijzondere afschrijving bovenop van CHF 3,7 miljard hetgeen het resultaat van de bank in rode cijfers drukte. In oktober 2022 maakte het bestuur een belangrijke strategie wijziging bekend. Naast de focus om de kosten te drukken wil het de zakenbank, CS First Boston, apart zetten door hiervoor een eigen beursnotering aan te vragen.
Op 14 maart 2023 daalde de aandelenkoers van de bank met ruim 20%. Door de slechte financiële resultaten over 2022 zou Credit Suisse nieuw aandelenkapitaal moeten aantrekken. De grootste aandeelhouder, de Saudi National Bank (SNB) met 9,9% van de aandelen, meldde echter dat het zijn aandelenbelang niet kan en zal verhogen. De Zwitserse Nationale Bank beloofde vervolgens royale liquiditeitssteun aan Credit Suisse.
Op 19 maart 2023 werd bekendgemaakt dat Credit Suisse overgenomen wordt door het Zwitserse UBS voor zo'n € 3 miljard. De overname wordt volledig in aandelen gedaan, de Credit Suisse aandeelhouder krijgt voor 22,48 aandelen Credit Suisse één aandeel UBS. Tegen de slotkoersen van vrijdag 17 maart 2023 was dit ongeveer 0,76 Zwitserse frank per Credit Suisse aandeel.